# Џеноа (Охајо)
Џеноа (енгл. Genoa) град је у америчкој савезној држави Охајо.

## Демографија
По попису из 2010. године број становника је 2.336, што је 106 (4,8%) становника више него 2000. године.
| Група             | 2000.         | 2010.         |
| Белци             | 2.042 (91,6%) | 2.126 (91,0%) |
| Афроамериканци    | 8 (0,4%)      | 10 (0,4%)     |
| Азијати           | 6 (0,3%)      | 3 (0,1%)      |
| Хиспаноамериканци | 152 (6,8%)    | 174 (7,4%)    |
| Укупно            | 2.230         | 2.336         |